# Brad Arnold
Brad Arnold, född 27 september 1978, är sångare i det amerikanska rockbandet 3 Doors Down. Han växte upp i Escatawpa, Mississippi och bildade bandet år 1996, som 16-åring, tillsammans med Todd Harrell (basgitarr) och Matt Roberts (sologitarr). Arnold spelade till en början trummor och sjöng i bandet, men koncentrerade sig senare endast på sången.

## Diskografi
Sudioalbum med 3 Doors Down
- The Better Life (2000)
- Away From The Sun (2002)
- Seventeen Days (2005)
- 3 Doors Down (2008)
- Time of My Life (2011)
- Us and the Night (2016)

Singlar med 3 Doors Down (urval)
Topp 10 på Billboard Hot 100, Adult Top 40, Alternative Songs eller Hot Mainstream Rock Tracks:
- "Kryptonite" (2000)
- "Loser" (2000)
- "Duck and Run" (2001)
- "Be Like That" (2001)
- "When I'm Gone" (2002)
- "Here Without You" (2003)
- "Away from the Sun" (2004)
- "Let Me Go" (2005)
- "It's Not My Time" (2008)
- "One Light" (2013)
- "In the Dark" (2016)
- "Still Alive" (2016)